# Llista d'espècies d'aranèids (M-N)
Llista de les espècies d'aranèids per ordre alfabètic, que van de la lletra M a la N, descrites fins al 2 de novembre del 2006.
- Per a les llistes d'espècies amb les altres lletres de l'alfabet, aneu a l'article principal: Llista d'espècies d'araneids.
- Per a la llista completa de tots els gèneres vegeu l'article Llista de gèneres d'araneids.

## Gèneres i espècies

### Macracantha
Macracantha Simon, 1864
- Macracantha arcuata (Fabricius, 1793) (Índia, Xina fins a Borneo)

### Madacantha
Madacantha Emerit, 1970
- Madacantha nossibeana (Strand, 1916) (Madagascar)

### Madrepeira
Madrepeira Levi, 1995
- Madrepeira amazonica Levi, 1995 (Perú, Bolívia, Brasil)

### Mahembea
Mahembea Grasshoff, 1970
- Mahembea hewitti (Lessert, 1930) (Àfrica Central i Oriental)

### Mangora
Mangora O. P.-Cambridge, 1889
- Mangora acalypha (Walckenaer, 1802) (Paleàrtic)
- Mangora acaponeta Levi, 2005 (Mèxic)
- Mangora amchickeringi Levi, 2005 (Panamà, Veneçuela, Trinidad)
- Mangora angulopicta Yin i cols., 1990 (Xina)
- Mangora argenteostriata Simon, 1897 (Brasil)
- Mangora bimaculata (O. P.-Cambridge, 1889) (Mèxic fins a Costa Rica)
- Mangora calcarifera F. O. P.-Cambridge, 1904 (EUA fins a Costa Rica)
- Mangora campeche Levi, 2005 (Mèxic)
- Mangora candida Chickering, 1954 (Panamà)
- Mangora chicanna Levi, 2005 (Mèxic fins a Hondures)
- Mangora corcovado Levi, 2005 (Costa Rica)
- Mangora craigae Levi, 2005 (Costa Rica)
- Mangora crescopicta Yin i cols., 1990 (Xina)
- Mangora distincta Chickering, 1963 (Hondures fins a Cosa Rica)
- Mangora falconae Schenkel, 1953 (Panamà, Veneçuela, Colòmbia)
- Mangora fascialata Franganillo, 1936 (EUA fins a Hondures, Cuba, Hispaniola, Trinidad)
- Mangora fida (Mello-Leitão, 1943) (Brasil)
- Mangora foliosa Zhu & Yin, 1998 (Xina)
- Mangora fornicata (Keyserling, 1864) (Colòmbia, Argentina)
- Mangora fortuna Levi, 2005 (Costa Rica, Panamà)
- Mangora gibberosa (Hentz, 1847) (Amèrica del Nord)
- Mangora goodnightorum Levi, 2005 (Mèxic)
- Mangora hemicraera (Thorell, 1890) (Malàisia)
- Mangora herbeoides (Bösenberg & Strand, 1906) (Xina, Corea, Japó)
- Mangora hirtipes (Taczanowski, 1878) (Perú)
- Mangora inconspicua Schenkel, 1936 (Xina)
- Mangora insperata Soares & Camargo, 1948 (Brasil)
- Mangora itza Levi, 2005 (Mèxic)
- Mangora ixtapan Levi, 2005 (Mèxic)
- Mangora lactea Mello-Leitão, 1944 (Argentina)
- Mangora leucogasteroides Roewer, 1955 (Myanmar)
- Mangora maculata (Keyserling, 1865) (EUA)
- Mangora melanocephala (Taczanowski, 1874) (Mèxic fins a Perú, Brasil)
- Mangora melanoleuca Mello-Leitão, 1941 (Argentina)
- Mangora mobilis (O. P.-Cambridge, 1889) (Mèxic fins a Hondures)
- Mangora montana Chickering, 1954 (Costa Rica, Panamà)
- Mangora nahuatl Levi, 2005 (Mèxic)
- Mangora novempupillata Mello-Leitão, 1940 (Brasil)
- Mangora oaxaca Levi, 2005 (Mèxic)
- Mangora passiva (O. P.-Cambridge, 1889) (EUA fins a Nicaragua)
- Mangora pia Chamberlin & Ivie, 1936 (Panamà, Veneçuela, Colòmbia)
- Mangora picta O. P.-Cambridge, 1889 (Mèxic fins a Hondures)
- Mangora placida (Hentz, 1847) (Amèrica del Nord)
- Mangora polypicula Yin i cols., 1990 (Xina)
- Mangora punctipes (Taczanowski, 1878) (Perú)
- Mangora purulha Levi, 2005 (Guatemala)
- Mangora rhombopicta Yin i cols., 1990 (Xina)
- Mangora schneirlai Chickering, 1954 (Costa Rica, Panamà)
- Mangora semiargentea Simon, 1895 (Sri Lanka)
- Mangora songyangensis Yin i cols., 1990 (Xina)
- Mangora spiculata (Hentz, 1847) (EUA, Xina)
- Mangora strenua (Keyserling, 1893) (Brasil)
- Mangora sufflava Chickering, 1963 (Panamà)
- Mangora theridioides Mello-Leitão, 1948 (Guyana)
- Mangora tschekiangensis Schenkel, 1963 (Xina)
- Mangora umbrata Simon, 1897 (Perú)
- Mangora vito Levi, 2005 (Costa Rica)
- Mangora volcan Levi, 2005 (Panamà)
- Mangora v-signata Mello-Leitão, 1943 (Brasil)

### Manogea
Manogea Levi, 1997
- Manogea gaira Levi, 1997 (Colòmbia, Veneçuela)
- Manogea porracea (C. L. Koch, 1839) (Panamà fins a Argentina)
- Manogea triforma Levi, 1997 (Mèxic, Guatemala, Hondures)

### Mastophora
Mastophora Holmberg, 1876
- Mastophora abalosi Urtubey & B?ez, 1983 (Argentina)
- Mastophora alachua Levi, 2003 (EUA)
- Mastophora alvareztoroi Ibarra & Jim?nez, 2003 (EUA, Mèxic)
- Mastophora apalachicola Levi, 2003 (EUA)
- Mastophora archeri Gertsch, 1955 (EUA)
- Mastophora bisaccata (Emerton, 1884) (EUA, Mèxic)
- Mastophora brescoviti Levi, 2003 (Brasil)
- Mastophora caesariata Eberhard & Levi, 2006 (Costa Rica)
- Mastophora carpogaster Mello-Leitão, 1925 (Brasil)
- Mastophora catarina Levi, 2003 (Brasil)
- Mastophora comma B?ez & Urtubey, 1985 (Argentina)
- Mastophora conica Levi, 2006 (Argentina)
- Mastophora conifera (Holmberg, 1876) (Argentina)
- Mastophora cornigera (Hentz, 1850) (EUA fins a Nicaragua)
- Mastophora corpulenta (Banks, 1898) (Mèxic, Hondures, Nicaragua, Brasil)
- Mastophora corumbatai Levi, 2003 (Brasil)
- Mastophora cranion Mello-Leitão, 1928 (Brasil)
- Mastophora diablo Levi, 2003 (Argentina)
- Mastophora dizzydeani Eberhard, 1981 (Colòmbia, Perú)
- Mastophora escomeli Levi, 2003 (Perú)
- Mastophora extraordinaria Holmberg, 1876 (Brasil, Uruguai, Argentina)
- Mastophora fasciata Reimoser, 1939 (Costa Rica, Veneçuela)
- Mastophora felda Levi, 2003 (EUA)
- Mastophora felis Piza, 1976 (Brasil)
- Mastophora gasteracanthoides (Nicolet, 1849) (Xile)
- Mastophora haywardi Birab?n, 1946 (Argentina)
- Mastophora holmbergi Canals, 1931 (Paraguai, Argentina)
- Mastophora hutchinsoni Gertsch, 1955 (EUA)
- Mastophora lara Levi, 2003 (Veneçuela)
- Mastophora leucabulba (Gertsch, 1955) (EUA fins a Hondures)
- Mastophora leucacantha (Simon, 1897) (Brasil)
- Mastophora longiceps Mello-Leitão, 1940 (Brasil)
- Mastophora melloleitaoi Canals, 1931 (Brasil, Argentina)
- Mastophora obtEUA Mello-Leitão, 1936 (Brasil)
- Mastophora pesqueiro Levi, 2003 (Brasil)
- Mastophora phrynosoma Gertsch, 1955 (EUA)
- Mastophora pickeli Mello-Leitão, 1931 (Brasil)
- Mastophora piras Levi, 2003 (Brasil)
- Mastophora rabida Levi, 2003 (Illes Galápagos)
- Mastophora reimoseri Levi, 2003 (Paraguai)
- Mastophora satan Canals, 1931 (Brasil, Uruguai, Argentina)
- Mastophora satsuma Levi, 2003 (EUA)
- Mastophora seminole Levi, 2003 (EUA)
- Mastophora soberiana Levi, 2003 (Panamà)
- Mastophora stowei Levi, 2003 (EUA)
- Mastophora timuqua Levi, 2003 (EUA)
- Mastophora vaquera Gertsch, 1955 (Cuba)
- Mastophora yacare Levi, 2003 (Uruguai)
- Mastophora yeargani Levi, 2003 (EUA)
- Mastophora ypiranga Levi, 2003 (Brasil)

### Mecynogea
Mecynogea Simon, 1903
- Mecynogea apatzingan Levi, 1997 (Mèxic)
- Mecynogea bigibba Simon, 1903 (Brasil, Uruguai)
- Mecynogea buique Levi, 1997 (Brasil)
- Mecynogea chavona Levi, 1997 (Colòmbia)
- Mecynogea erythromela (Holmberg, 1876) (Brasil, Paraguai, Argentina, Xile)
- Mecynogea lemniscata (Walckenaer, 1842) (EUA fins a Argentina)
- Mecynogea martiana (Archer, 1958) (Cuba, Hispaniola)
- Mecynogea ocosingo Levi, 1997 (Mèxic)
- Mecynogea sucre Levi, 1997 (Veneçuela, Brasil)

### Megaraneus
Megaraneus Lawrence, 1968
- Megaraneus gabonensis (Lucas, 1858) (Àfrica)

### Melychiopharis
Melychiopharis Simon, 1895
- Melychiopharis cynips Simon, 1895 (Brasil)

### Metazygia
Metazygia F. O. P.-Cambridge, 1904
- Metazygia adisi Levi, 1995 (Brasil)
- Metazygia aldela Levi, 1995 (Brasil)
- Metazygia amalla Levi, 1995 (Brasil)
- Metazygia arnoi Levi, 1995 (Brasil)
- Metazygia atalaya Levi, 1995 (Perú)
- Metazygia atama Levi, 1995 (Brasil)
- Metazygia bahama Levi, 1995 (Bahames)
- Metazygia bahia Levi, 1995 (Brasil)
- Metazygia barueri Levi, 1995 (Brasil)
- Metazygia benella Levi, 1995 (Panamà, Colòmbia)
- Metazygia Bolívia Levi, 1995 (Bolívia)
- Metazygia calix (Walckenaer, 1842) (EUA)
- Metazygia carimagua Levi, 1995 (Colòmbia)
- Metazygia carolinalis (Archer, 1951) (EUA)
- Metazygia carrizal Levi, 1995 (Guatemala)
- Metazygia castaneoscutata (Simon, 1895) (Perú, Brasil)
- Metazygia cazeaca Levi, 1995 (Brasil)
- Metazygia chenevo Levi, 1995 (Colòmbia, Guyana)
- Metazygia chicanna Levi, 1995 (Mèxic, Belize, Hondures, Jamaica)
- Metazygia cienaga Levi, 1995 (Hispaniola)
- Metazygia corima Levi, 1995 (Colòmbia)
- Metazygia corumba Levi, 1995 (Bolívia, Brasil)
- Metazygia crabroniphila Strand, 1916 (Brasil)
- Metazygia crewi (Banks, 1903) (Grans Antilles, Illes Verges)
- Metazygia cunha Levi, 1995 (Brasil)
- Metazygia curari Levi, 1995 (Brasil)
- Metazygia dubia (Keyserling, 1864) (Costa Rica, Cuba fins a Illes Galápagos, Perú, Brasil)
- Metazygia ducke Levi, 1995 (Brasil, Bolívia)
- Metazygia enabla Levi, 1995 (Veneçuela)
- Metazygia erratica (Keyserling, 1883) (Brasil)
- Metazygia floresta Levi, 1995 (Brasil)
- Metazygia genaro Levi, 1995 (Perú)
- Metazygia genialis (Keyserling, 1892) (Brasil)
- Metazygia goeldii Levi, 1995 (Brasil)
- Metazygia gregalis (O. P.-Cambridge, 1889) (Nicaragua, Índies Occidentals fins a Argentina)
- Metazygia ikuruwa Levi, 1995 (Guyana)
- Metazygia incerta (O. P.-Cambridge, 1889) (Belize fins a Panamà)
- Metazygia ipago Levi, 1995 (Brasil)
- Metazygia ipanga Levi, 1995 (Bolívia, Brasil, Argentina)
- Metazygia isabelae Levi, 1995 (Brasil)
- Metazygia ituari Levi, 1995 (Brasil)
- Metazygia jamari Levi, 1995 (Brasil, Surinam)
- Metazygia keyserlingi Banks, 1929 (Costa Rica, Panamà, Colòmbia, Trinidad)
- Metazygia lagiana Levi, 1995 (Perú, Brasil, Bolívia, Argentina)
- Metazygia laticeps (O. P.-Cambridge, 1889) (Guatemala fins a Bolívia, Brasil)
- Metazygia lazepa Levi, 1995 (Colòmbia, Veneçuela)
- Metazygia levii Santos, 2003 (Brasil)
- Metazygia limonal Levi, 1995 (Perú, Brasil, Argentina)
- Metazygia lopez Levi, 1995 (Colòmbia, Veneçuela, Perú, Brasil)
- Metazygia loque Levi, 1995 (Bolívia)
- Metazygia manu Levi, 1995 (Perú)
- Metazygia mariahelenae Levi, 1995 (Brasil)
- Metazygia matanzas Levi, 1995 (Cuba)
- Metazygia moldira Levi, 1995 (Ecuador, Perú)
- Metazygia mundulella (Strand, 1916) (Brasil)
- Metazygia nigrocincta (F. O. P.-Cambridge, 1904) (Mèxic fins a Panamà)
- Metazygia nobas Levi, 1995 (Ecuador)
- Metazygia octama Levi, 1995 (Panamà fins a Perú)
- Metazygia oro Levi, 1995 (Ecuador)
- Metazygia pallidula (Keyserling, 1864) (Mèxic fins a Perú)
- Metazygia paquisha Levi, 1995 (Veneçuela, Perú)
- Metazygia pastaza Levi, 1995 (Perú)
- Metazygia patiama Levi, 1995 (Perú, Brasil)
- Metazygia peckorum Levi, 1995 (Colòmbia, Ecuador, Perú, Brasil)
- Metazygia pimentel Levi, 1995 (Veneçuela, Perú)
- Metazygia redfordi Levi, 1995 (Brasil)
- Metazygia rogenhoferi (Keyserling, 1878) (Brasil)
- Metazygia rothi Levi, 1995 (Colòmbia)
- Metazygia samiria Levi, 1995 (Perú)
- Metazygia saturnino Levi, 1995 (Brasil)
- Metazygia sendero Levi, 1995 (Ecuador, Perú)
- Metazygia serian Levi, 1995 (Costa Rica)
- Metazygia silvestris (Bryant, 1942) (Puerto Rico)
- Metazygia souza Levi, 1995 (Brasil)
- Metazygia taman Levi, 1995 (Mèxic)
- Metazygia tanica Levi, 1995 (Guyana)
- Metazygia tapa Levi, 1995 (Perú)
- Metazygia uma Levi, 1995 (Perú, Brasil)
- Metazygia uraricoera Levi, 1995 (Brasil, Guyana, Surinam)
- Metazygia uratron Levi, 1995 (Brasil)
- Metazygia valentim Levi, 1995 (Brasil)
- Metazygia vaupes Levi, 1995 (Colòmbia, Perú, Brasil)
- Metazygia vaurieorum Levi, 1995 (Guatemala)
- Metazygia viriosa (Keyserling, 1892) (Brasil)
- Metazygia voluptifica (Keyserling, 1892) (Colòmbia fins a Argentina)
- Metazygia voxanta Levi, 1995 (Brasil)
- Metazygia wittfeldae (McCook, 1894) (EUA fins a Costa Rica)
- Metazygia yobena Levi, 1995 (Colòmbia fins a Guyana, Bolívia)
- Metazygia yucumo Levi, 1995 (Colòmbia, Perú, Bolívia)
- Metazygia zilloides (Banks, 1898) (EUA, Índies Occidentals fins a Hondures)

### Metepeira
Metepeira F. O. P.-Cambridge, 1903
- Metepeira arizonica Chamberlin & Ivie, 1942 (EUA, Mèxic)
- Metepeira atascadero Piel, 2001 (Mèxic)
- Metepeira bengryi (Archer, 1958) (Jamaica)
- Metepeira brunneiceps Caporiacco, 1954 (Guaiana Francesa)
- Metepeira cajabamba Piel, 2001 (Ecuador, Perú)
- Metepeira calamuchita Piel, 2001 (Argentina)
- Metepeira celestun Piel, 2001 (Mèxic)
- Metepeira chilapae Chamberlin & Ivie, 1936 (Mèxic)
- Metepeira comanche Levi, 1977 (EUA, Mèxic)
- Metepeira compsa (Chamberlin, 1916) (Puerto Rico fins a Argentina)
- Metepeira crassipes Chamberlin & Ivie, 1942 (EUA, Mèxic)
- Metepeira datona Chamberlin & Ivie, 1942 (EUA, Grans Antilles)
- Metepeira desenderi Baert, 1987 (Illes Galápagos)
- Metepeira foxi Gertsch & Ivie, 1936 (EUA, Canadà)
- Metepeira galatheae (Thorell, 1891) (Xile, Argentina)
- Metepeira glomerabilis (Keyserling, 1892) (Colòmbia fins a Paraguai, Brasil)
- Metepeira gosoga Chamberlin & Ivie, 1935 (EUA, Mèxic)
- Metepeira grandiosa Chamberlin & Ivie, 1941 (Amèrica del Nord)
- Metepeira gressa (Keyserling, 1892) (Brasil, Paraguai, Uruguai, Argentina)
- Metepeira inca Piel, 2001 (Perú)
- Metepeira incrassata F. O. P.-Cambridge, 1903 (Mèxic)
- Metepeira jamaicensis Archer, 1958 (Hispaniola, Jamaica, Illes Grand Cayman)
- Metepeira karkii (Tullgren, 1901) (Xile, Argentina)
- Metepeira labyrinthea (Hentz, 1847) (Amèrica del Nord)
- Metepeira lacandon Piel, 2001 (Mèxic)
- Metepeira lima Chamberlin & Ivie, 1942 (Perú)
- Metepeira maya Piel, 2001 (Mèxic fins a Costa Rica)
- Metepeira minima Gertsch, 1936 (EUA fins a Hondures)
- Metepeira nigriventris (Taczanowski, 1878) (Perú, Bolívia)
- Metepeira olmec Piel, 2001 (Mèxic fins a Panamà)
- Metepeira pacifica Piel, 2001 (Hondures, Nicaragua, Costa Rica)
- Metepeira palustris Chamberlin & Ivie, 1942 (EUA, Canadà)
- Metepeira petatlan Piel, 2001 (Mèxic)
- Metepeira pimungan Piel, 2001 (EUA)
- Metepeira rectangula (Nicolet, 1849) (Xile, Argentina)
- Metepeira revillagigedo Piel, 2001 (Mèxic)
- Metepeira roraima Piel, 2001 (Colòmbia, Brasil, Guyana)
- Metepeira spinipes F. O. P.-Cambridge, 1903 (EUA, Mèxic)
- Metepeira tarapaca Piel, 2001 (Perú, Xile)
- Metepeira triangularis (Franganillo, 1930) (Cuba, Hispaniola)
- Metepeira uncata F. O. P.-Cambridge, 1903 (Guatemala fins a Costa Rica)
- Metepeira ventura Chamberlin & Ivie, 1942 (EUA, Mèxic)
- Metepeira vigilax (Keyserling, 1893) (Hispaniola, Bolívia, Brasil, Argentina)
- Metepeira ypsilonota Mello-Leitão, 1940 (Brasil)

### Micrathena
Micrathena Sundevall, 1833
- Micrathena acuta (Walckenaer, 1842) (Trinidad fins a Argentina)
- Micrathena agriliformis (Taczanowski, 1879) (Costa Rica fins a Bolívia)
- Micrathena alvarengai Levi, 1985 (Brasil)
- Micrathena anchicaya Levi, 1985 (Colòmbia, Ecuador)
- Micrathena annulata Reimoser, 1917 (Brasil, Paraguai)
- Micrathena armigera (C. L. Koch, 1837) (Brasil, Perú, Guyana)
- Micrathena atuncela Levi, 1985 (Colòmbia)
- Micrathena balzapamba Levi, 1985 (Ecuador)
- Micrathena bananal Levi, 1985 (Brasil)
- Micrathena banksi Levi, 1985 (Cuba)
- Micrathena bicolor (Keyserling, 1864) (Colòmbia, Perú)
- Micrathena bifida (Taczanowski, 1879) (Perú)
- Micrathena bimucronata (O. P.-Cambridge, 1899) (Mèxic fins a Panamà)
- Micrathena bogota Levi, 1985 (Colòmbia)
- Micrathena brevipes (O. P.-Cambridge, 1890) (Mèxic fins a Panamà)
- Micrathena brevispina (Keyserling, 1864) (Panamà fins a Argentina)
- Micrathena cicuta Gonzaga & Santos, 2004 (Brasil)
- Micrathena clypeata (Walckenaer, 1805) (Panamà fins a Perú)
- Micrathena coca Levi, 1985 (Colòmbia fins a Brasil)
- Micrathena coroico Levi, 1985 (Bolívia)
- Micrathena crassa (Keyserling, 1864) (Costa Rica fins a Argentina)
- Micrathena crassispina (C. L. Koch, 1836) (Brasil, Bolívia, Paraguai, Argentina)
- Micrathena cubana (Banks, 1909) (Cuba)
- Micrathena cyanospina (Lucas, 1835) (Colòmbia fins a Brasil)
- Micrathena decorata Chickering, 1960 (Colòmbia)
- Micrathena digitata (C. L. Koch, 1839) (Brasil)
- Micrathena donaldi Chickering, 1961 (Costa Rica fins a Colòmbia)
- Micrathena duodecimspinosa (O. P.-Cambridge, 1890) (Guatemala fins a Colòmbia)
- Micrathena elongata (Keyserling, 1863) (Colòmbia)
- Micrathena embira Levi, 1985 (Brasil)
- Micrathena evansi Chickering, 1960 (Panamà, Trinidad fins a Brasil)
- Micrathena excavata (C. L. Koch, 1836) (Panamà fins a Brasil)
- Micrathena exlinae Levi, 1985 (Perú)
- Micrathena fidelis (Banks, 1909) (Costa Rica fins a Argentina)
- Micrathena fissispina (C. L. Koch, 1836) (Brasil, Guaiana Francesa)
- Micrathena flaveola (Perty, 1839) (Costa Rica fins a Argentina)
- Micrathena forcipata (Thorell, 1859) (Mèxic, Cuba, Hispaniola)
  - Micrathena forcipata argentata Franganillo, 1930 (Cuba)
- Micrathena funebris (Marx, 1898) (EUA fins a Costa Rica)
- Micrathena furcata (Hahn, 1822) (Brasil, Argentina, Uruguai)
- Micrathena furcula (O. P.-Cambridge, 1890) (Guatemala fins a Brasil)
- Micrathena furva (Keyserling, 1892) (Brasil, Uruguai, Argentina)
- Micrathena gaujoni Simon, 1897 (Ecuador, Colòmbia)
- Micrathena glyptogonoides Levi, 1985 (Mèxic)
- Micrathena gracilis (Walckenaer, 1805) (North, Amèrica Central)
- Micrathena guanabara Levi, 1985 (Brasil)
- Micrathena guayas Levi, 1985 (Ecuador)
- Micrathena guerini (Keyserling, 1864) (Colòmbia)
- Micrathena gurupi Levi, 1985 (Brasil, Surinam)
- Micrathena hamifera Simon, 1897 (Ecuador fins a Brasil)
- Micrathena horrida (Taczanowski, 1873) (Grans Antilles, Mèxic fins a Argentina)
  - Micrathena horrida tuberculata Franganillo, 1930 (Cuba)
- Micrathena huanuco Levi, 1985 (Perú)
- Micrathena jundiai Levi, 1985 (Brasil)
- Micrathena kirbyi (Perty, 1833) (Colòmbia fins a Brasil)
- Micrathena kochalkai Levi, 1985 (Colòmbia)
- Micrathena lata Chickering, 1960 (Brasil)
- Micrathena lenca Levi, 1985 (Mèxic)
- Micrathena lepidoptera Mello-Leitão, 1941 (Costa Rica fins a Colòmbia)
- Micrathena lindenbergi Mello-Leitão, 1940 (Brasil)
- Micrathena lucasi (Keyserling, 1864) (Mèxic fins a Brasil)
- Micrathena macfarlanei Chickering, 1961 (Panamà fins a Brasil)
- Micrathena margerita Levi, 1985 (Mèxic)
- Micrathena marta Levi, 1985 (Colòmbia)
- Micrathena miles Simon, 1895 (Brasil, Guyana, Perú)
- Micrathena militaris (Fabricius, 1775) (Grans Antilles)
- Micrathena mitrata (Hentz, 1850) (EUA fins a Brasil)
- Micrathena molesta Chickering, 1961 (Nicaragua fins a Panamà)
- Micrathena nigrichelis Strand, 1908 (Brasil, Paraguai, Uruguai, Argentina)
- Micrathena ornata Mello-Leitão, 1932 (Brasil)
- Micrathena parallela (O. P.-Cambridge, 1890) (Costa Rica, Panamà)
- Micrathena patruelis (C. L. Koch, 1839) (Brasil, Paraguai, Argentina)
- Micrathena peregrinatorum (Holmberg, 1883) (Brasil, Argentina)
- Micrathena petrunkevitchi Levi, 1985 (Mèxic)
- Micrathena pichincha Levi, 1985 (Ecuador)
- Micrathena pilaton Levi, 1985 (Ecuador)
- Micrathena plana (C. L. Koch, 1836) (Illes Verges fins a Argentina)
- Micrathena pungens (Walckenaer, 1842) (Colòmbia fins a Bolívia)
- Micrathena pupa Simon, 1897 (Colòmbia, Ecuador)
- Micrathena quadriserrata F. O. P.-Cambridge, 1904 (Mèxic fins a Veneçuela)
- Micrathena raimondi (Taczanowski, 1879) (Perú, Ecuador)
- Micrathena reali Levi, 1985 (Brasil)
- Micrathena reimoseri Mello-Leitão, 1935 (Brasil)
- Micrathena rubicundula (Keyserling, 1864) (Colòmbia, Ecuador)
- Micrathena rufopunctata (Butler, 1873) (Jamaica)
- Micrathena saccata (C. L. Koch, 1836) (Hondures fins a Brasil)
- Micrathena sagittata (Walckenaer, 1842) (North, Amèrica Central)
- Micrathena schenkeli Mello-Leitão, 1939 (Trinidad fins a Paraguai)
- Micrathena schreibersi (Perty, 1833) (Nicaragua fins a Brasil)
- Micrathena sexspinosa (Hahn, 1822) (Mèxic fins a Brasil)
- Micrathena shealsi Chickering, 1960 (Argentina)
- Micrathena similis Bryant, 1945 (Hispaniola)
- Micrathena soaresi Levi, 1985 (Brasil)
- Micrathena spinosa (Linnaeus, 1758) (Surinam fins a Brasil)
- Micrathena spinulata F. O. P.-Cambridge, 1904 (Mèxic)
- Micrathena spitzi Mello-Leitão, 1932 (Brasil, Argentina)
- Micrathena striata F. O. P.-Cambridge, 1904 (Mèxic, Guatemala)
- Micrathena stuebeli (Karsch, 1886) (Colòmbia, Ecuador)
- Micrathena swainsoni (Perty, 1833) (Brasil, Paraguai, Argentina)
- Micrathena teresopolis Levi, 1985 (Brasil)
- Micrathena triangularis (C. L. Koch, 1836) (Trinidad fins a Brasil)
- Micrathena triangularispinosa (De Geer, 1778) (Trinidad fins a Bolívia)
- Micrathena triserrata F. O. P.-Cambridge, 1904 (Mèxic fins a Belize)
- Micrathena tziscao Levi, 1985 (Mèxic)
- Micrathena ucayali Levi, 1985 (Perú, Brasil)
- Micrathena vigorsi (Perty, 1833) (Colòmbia fins a Brasil)
- Micrathena zilchi Kraus, 1955 (Mèxic fins al Salvador)

### Micrepeira
Micrepeira Schenkel, 1953
- Micrepeira albomaculata Schenkel, 1953 (Veneçuela)
- Micrepeira fowleri Levi, 1995 (Ecuador, Perú, Brasil)
- Micrepeira hoeferi Levi, 1995 (Perú, Brasil, Guaiana Francesa)
- Micrepeira pachitea Levi, 1995 (Perú)
- Micrepeira smithae Levi, 1995 (Surinam)
- Micrepeira tubulofaciens (Hingston, 1932) (Guyana, Guaiana Francesa)
- Micrepeira velso Levi, 1995 (Costa Rica)

### Micropoltys
Micropoltys Kulczyn'ski, 1911
- Micropoltys placenta Kulczyn'ski, 1911 (Nova Guinea)

### Milonia
Milonia Thorell, 1890
- Milonia albula O. P.-Cambridge, 1899 (Singapur)
- Milonia brevipes Thorell, 1890 (Sumatra)
- Milonia hexastigma (Hasselt, 1882) (Sumatra)
- Milonia obtEUA Thorell, 1892 (Singapur)
- Milonia singaeformis (Hasselt, 1882) (Sumatra)
- Milonia tomosceles Thorell, 1895 (Myanmar)
- Milonia trifasciata Thorell, 1890 (Java, Borneo)

### Molinaranea
Molinaranea Mello-Leitão, 1940
- Molinaranea clymene (Nicolet, 1849) (Xile, Argentina)
- Molinaranea fernandez Levi, 2001 (Illa Juan Fernandez)
- Molinaranea magellanica (Walckenaer, 1847) (Xile, Argentina, Illa Juan Fernandez, Illes Falkland)
- Molinaranea mammifera (Tullgren, 1902) (Xile)
- Molinaranea phaethontis (Simon, 1896) (Xile, Argentina)
- Molinaranea surculorum (Simon, 1896) (Xile)
- Molinaranea vildav Levi, 2001 (Xile)

### Nemoscolus
Nemoscolus Simon, 1895
- Nemoscolus affinis Lessert, 1933 (Congo)
- Nemoscolus caudifer Strand, 1906 (Àfrica Occidental)
- Nemoscolus cotti Lessert, 1933 (Mozambique)
- Nemoscolus elongatus Lawrence, 1947 (Sud-àfrica)
- Nemoscolus kolosvaryi Caporiacco, 1947 (Uganda)
- Nemoscolus lateplagiatis Simon, 1907 (Guinea-Bissau)
- Nemoscolus laurae (Simon, 1868) (Mediterrani Occidental)
- Nemoscolus niger Caporiacco, 1936 (Líbia)
- Nemoscolus obscurus Simon, 1897 (Sud-àfrica)
- Nemoscolus rectifrons Roewer, 1961 (Senegal)
- Nemoscolus semilugens Denis, 1966 (Líbia)
- Nemoscolus tubicola (Simon, 1887) (Sud-àfrica)
- Nemoscolus turricola Berland, 1933 (Mali)
- Nemoscolus vigintipunctatus Simon, 1897 (Sud-àfrica)
- Nemoscolus waterloti Berland, 1920 (Madagascar)

### Nemosinga
Nemosinga Caporiacco, 1947
- Nemosinga atra Caporiacco, 1947 (Tanzània)
  - Nemosinga atra bimaculata Caporiacco, 1947 (Tanzània)
- Nemosinga strandi Caporiacco, 1947 (Tanzània)

### Nemospiza
Nemospiza Simon, 1903
- Nemospiza conspicillata Simon, 1903 (Sud-àfrica)

### Neoarchemorus
Neoarchemorus Mascord, 1968
- Neoarchemorus speechleyi Mascord, 1968 (Nova Gal·les del Sud)

### Neogea
Neogea Levi, 1983
- Neogea egregia (Kulczyn'ski, 1911) (Nova Guinea)
- Neogea nocticolor (Thorell, 1887) (Índia fins a Sumatra)
- Neogea yunnanensis Yin i cols., 1990 (Xina)

### Neoscona
Neoscona Simon, 1864
- Neoscona achine (Simon, 1906) (Índia, Xina)
- Neoscona adianta (Walckenaer, 1802) (Paleàrtic)
  - Neoscona adianta persecta (Schenkel, 1936) (Xina)
- Neoscona alberti (Strand, 1913) (Central, Àfrica Meridional)
- Neoscona amamiensis Tanikawa, 1998 (Japó)
- Neoscona angulatula (Schenkel, 1937) (Madagascar, Aldabra, Kenya)
- Neoscona arabesca (Walckenaer, 1842) (North, Amèrica Central, Índies Occidentals)
- Neoscona bengalensis Tikader & Bal, 1981 (Índia)
- Neoscona bihumpi Patel, 1988 (Índia)
- Neoscona biswasi Bhandari & Gajbe, 2001 (Índia)
- Neoscona blondeli (Simon, 1886) (Àfrica)
- Neoscona bucheti (Lessert, 1930) (Congo)
  - Neoscona bucheti avakubiensis (Lessert, 1930) (Congo)
  - Neoscona bucheti flexuosa (Lessert, 1930) (Congo)
- Neoscona cereolella (Strand, 1907) (Congo, Àfrica Oriental, Madagascar)
  - Neoscona cereolella setaceola (Strand, 1913) (Central Àfrica)
- Neoscona cheesmanae (Berland, 1938) (Noves Hèbrides)
- Neoscona chiarinii (Pavesi, 1883) (Oest, Àfrica Central i Oriental)
- Neoscona chrysanthusi Tikader & Bal, 1981 (Bhutan)
- Neoscona crucifera (Lucas, 1839) (Amèrica del Nord, Illes Canàries, Madeira, Hawaii)
- Neoscona dhruvai Patel & Nigam, 1994 (Índia)
- Neoscona dhumani Patel & Reddy, 1993 (Índia)
- Neoscona domiciliorum (Hentz, 1847) (EUA)
- Neoscona dostinikea Barrion & Litsinger, 1995 (Filipines)
- Neoscona dyali Gajbe, 2004 (Índia)
- Neoscona hirta (C. L. Koch, 1844) (Central, Àfrica Meridional)
- Neoscona goliath (Benoit, 1963) (Costa d'Ivori)
- Neoscona holmi (Schenkel, 1953) (Xina, Corea)
- Neoscona jinghongensis Yin i cols., 1990 (Xina)
- Neoscona kisangani Grasshoff, 1986 (Congo)
- Neoscona kivuensis Grasshoff, 1986 (Congo)
- Neoscona kunmingensis Yin i cols., 1990 (Xina)
- Neoscona lactea (Saito, 1933) (Taiwan)
- Neoscona leucaspis (Schenkel, 1963) (Xina)
- Neoscona maculaticeps (L. Koch, 1871) (Japó, Samoa)
- Neoscona marcanoi Levi, 1993 (Hispaniola)
- Neoscona melloteei (Simon, 1895) (Xina, Corea, Taiwan, Japó)
- Neoscona menghaiensis Yin i cols., 1990 (Xina)
- Neoscona modesta (Simon, 1890) (Iemen)
- Neoscona molemensis Tikader & Bal, 1981 (Bangladesh, Índia fins a les Filipines, Indonesia)
- Neoscona moreli (Vinson, 1863) (Cuba fins a Argentina, Àfrica fins a Seychelles)
- Neoscona mukerjei Tikader, 1980 (Índia)
- Neoscona multiplicans (Chamberlin, 1924) (Xina, Corea)
- Neoscona murthyi Patel & Reddy, 1990 (Índia)
- Neoscona nautica (L. Koch, 1875) (Cosmotropical)
- Neoscona novella (Simon, 1907) (Bioko)
- Neoscona oaxacensis (Keyserling, 1864) (EUA fins a Perú, Illes Galápagos)
- Neoscona odites (Simon, 1906) (Índia)
- Neoscona oriemindoroana Barrion & Litsinger, 1995 (Filipines)
- Neoscona orientalis (Urquhart, 1887) (Nova Zelanda)
- Neoscona orizabensis F. O. P.-Cambridge, 1904 (Mèxic)
- Neoscona pavida (Simon, 1906) (Índia, Pakistan, Xina)
- Neoscona penicillipes (Karsch, 1879) (Àfrica Central i Occidental)
- Neoscona platnicki Gajbe & Gajbe, 2001 (Índia)
- Neoscona plebeja (L. Koch, 1871) (Fiji, Tonga, Funafuti, Rapa)
- Neoscona polyspinipes Yin i cols., 1990 (Xina)
- Neoscona pratensis (Hentz, 1847) (EUA, Canadà)
- Neoscona pseudonautica Yin i cols., 1990 (Xina, Corea)
- Neoscona pseudoscylla (Schenkel, 1953) (Xina)
- Neoscona punctigera (Doleschall, 1857) (R?union fins al Japó)
- Neoscona quadrigibbosa Grasshoff, 1986 (Central, Àfrica Meridional)
- Neoscona quincasea Roberts, 1983 (Central, Àfrica Meridional, Aldabra)
- Neoscona rapta (Thorell, 1899) (Àfrica)
- Neoscona raydakensis Saha i cols., 1995 (Índia)
- Neoscona rufipalpis (Lucas, 1858) (Àfrica, Santa Helena, Illes Cap Verd)
  - Neoscona rufipalpis buettnerana (Strand, 1908) (Camerun, Togo)
- Neoscona sanghi Gajbe, 2004 (Índia)
- Neoscona sanjivani Gajbe, 2004 (Índia)
- Neoscona scylla (Karsch, 1879) (Rússia, Xina, Corea, Japó)
- Neoscona scylloides (B?senberg & Strand, 1906) (Xina, Corea, Taiwan, Japó)
- Neoscona semilunaris (Karsch, 1879) (Xina, Corea, Japó)
- Neoscona shillongensis Tikader & Bal, 1981 (Índia, Xina)
- Neoscona simoni Grasshoff, 1986 (Central Àfrica)
- Neoscona sinhagadensis (Tikader, 1975) (Índia, Xina)
- Neoscona sodom Levy, 1998 (Israel)
- Neoscona stanleyi (Lessert, 1930) (Congo)
- Neoscona subfusca (C. L. Koch, 1837) (Old World)
  - Neoscona subfusca alboplagiata Caporiacco, 1947 (Tanzània)
  - Neoscona subfusca pallidior Thorell, 1899 (Bioko)
- Neoscona subpullata (B?senberg & Strand, 1906) (Xina, Corea, Japó)
- Neoscona tedgenica (Bakhvàlov, 1978) (Àsia central)
- Neoscona theisi (Walckenaer, 1842) (Índia, Xina fins a Illes del Pacífic)
  - Neoscona theisi carbonaria (Simon, 1909) (Vietnam)
  - Neoscona theisi feisiana (Strand, 1911) (Illes Carolines)
  - Neoscona theisi savesi (Simon, 1880) (Nova Caledònia)
  - Neoscona theisi theisiella (Tullgren, 1910) (Oest, Àfrica Central i Oriental)
  - Neoscona theisi triangulifera (Thorell, 1878) (Nova Guinea)
- Neoscona tianmenensis Yin i cols., 1990 (Xina, Corea)
- Neoscona triangula (Keyserling, 1864) (Cape Verde fins a Índia)
  - Neoscona triangula mensamontella (Strand, 1907) (Madagascar)
- Neoscona triramEUA Yin & Zhao, 1994 (Xina)
- Neoscona ujavalai Reddy & Patel, 1992 (Índia)
- Neoscona usbonga Barrion & Litsinger, 1995 (Filipines)
- Neoscona utahana (Chamberlin, 1919) (EUA, Mèxic)
- Neoscona vigilans (Blackwall, 1865) (Àfrica fins a les Filipines, Nova Guinea)
- Neoscona xishanensis Yin i cols., 1990 (Xina)
- Neoscona yadongensis Yin i cols., 1990 (Xina)
- Neoscona yptinika Barrion & Litsinger, 1995 (Filipines)

### Nicolepeira
Nicolepeira Levi, 2001
- Nicolepeira bicaudata (Nicolet, 1849) (Xile)
- Nicolepeira flavifrons (Nicolet, 1849) (Xile)
- Nicolepeira transversalis (Nicolet, 1849) (Xile)

### Novakiella
Novakiella Court & Forster, 1993
- Novakiella trituberculosa (Roewer, 1942) (Austràlia, Nova Zelanda)

### Novaranea
Novaranea Court & Forster, 1988
- Novaranea laevigata (Urquhart, 1891) (Nova Zelanda)

### Nuctenea
Nuctenea Simon, 1864
- Nuctenea cedrorum (Simon, 1929) (Algèria)
- Nuctenea silvicultrix (C. L. Koch, 1835) (Paleàrtic)
- Nuctenea umbratica (Clerck, 1757) (Europa fins a Azerbaijan)
  - Nuctenea umbratica nigricans (Franganillo, 1909) (Portugal)
  - Nuctenea umbratica obscura (Franganillo, 1909) (Portugal)